# Giuseppe Montalbano

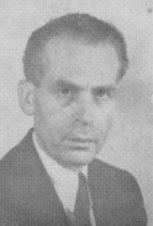
Giuseppe Montalbano

Giuseppe Montalbano (19 de junho de 1895 – 29 de outubro de 1989) foi um político italiano.
Montalbano nasceu em Santa Margherita di Belice e estudou e ensinou direito. Membro do Partido Comunista Italiano, Montalbano serviu no Conselho Nacional convocado após o fim da Segunda Guerra Mundial. Ele foi eleito para a sua sucessora, a Assembleia Constituinte. Entre 1955 e 1959, Montalbano integrou a Assembleia Regional da Sicília.